# Richard Kingson
Richard Kingson, né le 13 juin 1978 à Accra, est un footballeur qui a la double nationalité ghanéenne et turque. Il joue au poste de gardien de but avec l'équipe du Ghana. Son frère, Laryea Kingston, a lui aussi été convoqué avec les Blacks Stars. Les deux joueurs ne portent pas le même nom sûrement à la suite d'une erreur administrative.

## Biographie
En Turquie il est connu sous le nom de Faruk Gürsoy.
Après des matchs très réussis lors de la coupe du monde 2006, particulièrement contre la République tchèque, il est décrit par la BBC comme étant « le premier grand gardien de but de l'Afrique ». Lors des 1/8 de finale et le match Brésil-Ghana, il fait trois arrêts remarquables qui lui valent le surnom de « Olele » par les supporters brésiliens.
Après 9 ans en Turquie, ce qui lui a valu d'obtenir la nationalité turque, il fut prêté trois mois en Suède à Hammarby IF pour remplacer Erland Hellstrom, le gardien titulaire blessé. Au terme de ce prêt, Hammarby IF ne pouvait payer le transfert au club turc.
Lors du mercato 2007, il a réalisé son rêve de jouer dans un championnat de premier plan, en signant trois ans à Birmingham City en Premier League.
Il a joué son premier match avec son nouveau club contre Hereford United Football Club lors du troisième tour de la League Cup (victoire 2-1).

## Carrière

### En équipe nationale
Alors âgé de 18 ans, il a disputé la compétition de football des Jeux olympiques d'été en 1996 à Atlanta. Kingson participe à la Coupe du monde de football 2006 avec l'équipe du Ghana. Il est à l'origine troisième choix de l'équipe du Ghana au poste de gardien de but, mais c'est lui qui entame la compétition en tant que titulaire.